# Jodium-125
Jodium-125 of 125I is een radioactieve isotoop van jodium. De isotoop komt van nature niet op Aarde voor.
Jodium-125 ontstaat onder meer door radioactief verval van xenon-125.

## Radioactief verval
Jodium-125 vervalt door elektronenvangst naar de stabiele isotoop telluur-125:
{\displaystyle {\ce {{^{125}_{53}I}+{e^{-}}->{^{125}_{52}Te}+{\nu }_{e}}}}
De halveringstijd bedraagt 59,38 dagen. Daarmee is het de op een na langstlevende radio-isotoop van het element (na jodium-129).

## Productie
Jodium-125 is een isotoop die industrieel wordt vervaardigd. In een cyclotron wordt xenon-124 bestraald met neutronen, waardoor het (onder afgifte van gammastraling) overgaat in het metastabiele xenon-125m. Deze isotoop bezit een halveringstijd van 57 seconden en vervalt tot jodium-125.

## Toepassingen
Jodium-125 wordt aangewend in de nucleaire geneeskunde als radioactieve tracer. Het wordt dan vooral toegediend onder de vorm van natriumjodide (typisch in basische oplossing van natriumhydroxide). Daarnaast gebruikt men jodium-125 ook bij de behandeling van prostaatkanker (brachytherapie) en hersentumoren. Het therapeutisch effect is dan afkomstig van de gammastralen die vrijkomen bij de elektronenvangst.
107I · 108I · 109I · 110I · 111I · 112I · 113I · 114I · 114mI · 115I · 116I · 116mI · 117I · 118I · 118mI · 119I · 120I · 120m1I · 120m2I · 121I · 121mI · 122I · 123I · 124I · 125I · 126I · 127I · 128I · 128m1I · 128m2I · 129I · 130I · 130m1I · 130m2I · 130m3I · 130m4I · 131I · 132I · 132mI · 133I · 133m1I · 133m2I · 134I · 134mI · 135I · 136I · 136mI · 137I · 138I · 139I · 140I · 141I · 142I · 143I · 144I · 145I